# Horten Ho XVIII
El Horten H. XVIII fue un proyecto de bombardero intercontinental propuesto durante la II Guerra Mundial basado en el diseño del Horten Ho 229, que posiblemente habría mantenido las características furtivas del diseño anterior, así como una gran capacidad de combustible y una gran carga de bombas, para cumplir los requerimientos del programa Amerika Bomber.

## Desarrollo y diseño

### Ho XVIII
La propuesta inicial que presentaron los hermanos Horten del proyecto de bombardero de largo alcance Ho XVIII fue un diseño en forma de ala volante de elevado alargamiento con seis turborreactores Jumo 004 B,  instalados en el encastre alar y las toberas de escape expulsando el flujo impulsor en la parte del extradós , en el eje de simetría del ala. Su diseño inicial se asemejaba al prototipo de ala volante Ho 229, incorporando características especiales para garantizar el pliego de requerimientos, como el tren de aterrizaje principal, que se lanzaba tras el despegue, de modo parecido al Me 163 Komet, o el Arado Ar 234, para ahorrar peso, o el ala, construida en madera y ensamblada con un pegamento con una base de carbón que, según estudios actuales, permitía reducir la señal radar en la frecuencia de los sistemas de alerta temprana aliados.
El alcance inicial previsto era de 11500 km con una carga de bombas de 4.000 kg y un armamento defensivo compuesto por dos torretas accionadas por control remoto y equipada con 2 cañones de 30 mm MK 103 cada una.
El diseño inicial fue propuesto por primera vez para el proyecto Amerika Bomber y fue revisado personalmente por el mariscal del Reich Hermann Göring. Tras la revisión, los hermanos Horten (con una profunda insatisfacción) se vieron obligados a compartir el diseño y la construcción de la aeronave con los ingenieros de Junkers y Messerschmitt, que presentaron objeciones al diseño en cuestión de alcance, maniobrabilidad y estabilidad, forzándoles a realizar modificaciones en el aparato, partiendo de ideas obsoletas y prejuicios de construcción aeronáutica basados en los dictámenes del RLM, que reducirían las características finales del proyecto.

Referencia datos: Horten Ho XVIII

### Características generales
- Tripulación: 3
- Capacidad: 3700 kg
- Envergadura: 40 m
- Superficie alar: 150 m²
- Peso vacío: 11.000 kg
- Peso cargado: 28.000 kg
- Peso máximo al despegue: 32.000 kg
- Planta motriz: 6× Flujo axial Junkers JUMO 004B.
  - Empuje normal: 9 kN de empuje cada uno.

### Rendimiento
- Velocidad nunca excedida (Vne): 900 km/h
- Velocidad crucero (Vc): 750 km/h
- Velocidad de entrada en pérdida (Vs): 192 km/h
- Alcance: km
- Radio de acción: 7400 km (previsto)
- Alcance en combate: km
- Alcance en ferry: km
- Carga alar: 213 kg/m² a peso máximo
- Empuje/peso: 0.16:1 a peso máximo

### Armamento
- Armas de proyectiles: 4 MK 103, dos emplazados en el morro del aparato y dos en una barbeta dorsal accionada por control remoto
- Bombas: 3700 kg de carga máxima permitida
- Otros: Bomba radiológica

### Ho XVIIIa
La modificación por parte de los ingenieros de Junkers se denominó Ho XVIIIa, con la potencia reducida a 4 motores en vez de los seis anteriores y un tren de aterrizaje convencional alojado en las góndolas de los motores, colocados en el intradós alar. La tripulación de tres personas iba situada en una cabina de burbuja en la parte dorsal del aparato. El avión iba a ser construido en enormes hangares de hormigón y operaría desde largas pistas de despegue, estando prevista la entrada en producción para el otoño de 1945, pero al final de la guerra, en mayo de ese mismo año, no se había realizado ningún progreso aparente. Los ingenieros volvieron a equivocarse y consideraron que el armamento era innecesario debido a las altas prestaciones previstas para el aparato, pese a los informes de los hermanos Horten en contra y de sus cálculos, que estimaban una reducción de alcance y velocidad máxima, lo que lo haría susceptible de ser interceptado al llegar al objetivo.
Referencia datos: Horten Ho XVIIIa

### Características generales
- Tripulación: 4
- Capacidad: 4000 kg
- Envergadura: 30 m
- Superficie alar: 115 m²
- Peso máximo al despegue: 33100 kg
- Planta motriz: 4× Flujo axial Heinkel HeS 011A.
  - Empuje normal: 13 kN de empuje cada uno.

### Rendimiento
- Alcance: 5.400 km (previsto)
- Radio de acción: km
- Alcance en combate: km
- Alcance en ferry: km
- Carga alar: 287 kg/m² a peso máximo
- Empuje/peso: 0.15:1 a peso máximo

### Armamento
- Armas de proyectiles: Ninguno
- Puntos de anclaje: en bodega interna para cargar una combinación de:  
  - Bombas: 4.000 kg de carga máxima permitida
  - Otros: bomba radiológica

### Ho XVIIIb
Los diseñadores de Junkers y Messerschmitt diseñaron la variante Ho XVIIIb basándose en el fuselaje del modelo Ho XVIIIa, e incorporando un enorme timón de dirección. Tenía una torreta equipada con dos cañones MG 151 en la parte trasera del ala y estaba propulsado por seis turborreactores, alojados en góndolas subalares. No está claro si este diseño general fue desarrollado conjuntamente con los hermanos Horten, o realizado directamente por las indicaciones del RLM, ya que hay poca información que haya podido sobrevivir al paso del tiempo. Lo que sí se conoce es que la propuesta fue finalmente rechazada por los hermanos Horten, ya que no representaba una mejora importante sobre el Ho XVIII.
Referencia datos: Horten Ho XVIIIb

### Características generales
- Tripulación: 4
- Capacidad: 4000 kg
- Longitud: 19 m
- Envergadura: 42 m
- Superficie alar: 194 m²
- Peso máximo al despegue: 44000 kg
- Planta motriz: 6× reactores de flujo axial Junkers JUMO 004H.
  - Empuje normal: 11 kN de empuje cada uno.

### Rendimiento
- Alcance: 9000 km (previsto)
- Radio de acción: km
- Alcance en combate: km
- Alcance en ferry: km
- Carga alar: 226 kg/m² a peso máximo
- Empuje/peso: 0.15:1 a peso máximo

### Armamento
- Armas de proyectiles: 4 Mauser MG 213 en barbetas dobles accionadas por control remoto
- Puntos de anclaje: en bodega interna para cargar una combinación de:  
  - Bombas: 4000 kg de carga máxima permitida
  - Otros: bomba radiológica

## aviones similares
- Northrop YB-49
- Horten Ho 229